# Julius Gross
Julius Gross (n. 23 martie 1855, Brașov, d. 2 ianuarie 1931, Brașov România) a fost un istoric sas. 

## Viața și activitatea
Julius Gross s-a născut în Brașov, la data de 23 martie 1855. A urmat cursurile Gimnaziului din Brașov, iar, între anii 1873 și 1877, cursurile universitare la Jena și Leipzig. Aici, Julius Gross a studiat teologie și filologie clasică. Începând cu anul 1878, a activat ca bibliotecar, iar din 1882 ca profesor de latină și greacă la Gimnaziul evanghelic din Brașov. În anul 1894 va fi ales rector al aceluiași Gimnaziu. Principalul său domeniu de interes a fost istoria culturii brașovene.

## Opera
Editor de documente:
- Gross, Julius, Seraphin, Wilhelm, et al., Quellen zur Geschichte der Stadt Kronstad, Vol. I-VIII, Brașov, 1886-1926.

Lucrări de unic autor:
- Kronstadter Drucke 1535-1886. Ein Beitrag zur Kulturgeschichte Kronstadts, Brașov, 1886, 196 p.

- Geschichte des evangelischen Gymnasiums A.B. in Kronstadt, Brașov, 1898. 112 p.

- Aus der Vergangenheit Kronstadts, Brașov, 1918. 78 p.